# Ростов, Наум Моисеевич
Нау́м Моисе́евич Росто́в (известен также под псевдонимом Нау́м Ко́ган, настоящее имя и фамилия — Дон Беленький; 1884, Витебск — 1956) — российский революционер (социал-демократ, меньшевик), впоследствии писатель

, историк.

## Биография
Из рабочих. Член РСДРП с 1903 года. Член ЦК РСДРП. Подвергался арестам в 1903, 1904, 1905 годах. Отбывал наказание в Шлиссельбургской крепости, был на каторге. Редактор газеты «Голос солдата». Арестован два раза в 1918 году в Ярославле, освобождён. Арестован в 1919 году в Воронеже. 17 июня 1920 года заключён в Бутырскую тюрьму в Москве. В конце 1921 года жил в Московской губернии, работал печатником.
Автор работ по истории революционного движения, сборника рассказов, воспоминаний.
Урна с прахом захоронена в колумбарии Донского кладбища.

## Публикации
- Железнодорожники в революционном движении 1905 г. Л., 1936.
- Жизнь и смерть Костюшко-Волюжанича. М., 1926.
- Железнодорожники в первой революции // Пролетариат в революции 1905—1907 гг. М.—Л., 1930, стр. 124—175.
- Рассказы. М.: Правда, 1938.
- Три статьи Владимира Короленко. Воспоминания. — В кн.: В. Г. Короленко в воспоминаниях современников. М., 1962, с. 462—479.